# 1926

## Події
- Берлінський договір 1926 року.
- 5 лютого — збройний напад на радянських дипкур'єрів Теодор Нетте[ru] (вбитий) та Йоганна Махмасталя[ru] (поранений) на території Латвії.
- 25 травня — вбивство Симона Петлюри.
- 6 серпня — 19-річна Гертруда Едерле першою з жінок перепливла Ла-Манш.
- 11 серпня — компанія «Кодак» оголосила про початок роботи зі створення кольорової кіноплівки.
- Перепис населення СРСР (1926)

## Наука
- Джеймс Франк запропонував принцип Франка — Кондона.

### Аварії й катастрофи
- 26 квітня — Китайський пароплав Чічібу (Chichibu) штормом викинутий на камені острова Парамушир. Загинуло 230 осіб.
- 29 серпня — Радянський пасажирський пароплав Буревісник вдарився об пірс у Кронштадті і затонув. Загинуло близько 300 осіб.
- 16 жовтня — Китайський військовий транспорт вибухнув на річці Янцзи біля Клукіанга. Понад 1200 жертв.

## Народились
Дивись також Категорія:Народились 1926
- 6 січня — Кім Де Чжун, президент Республіки Корея (1997—2003), лауреат Нобелівської премії миру.
- 2 лютого — Валері Жискар д'Естен, французький політичний діяч, президент Франції (1974—1981).
- 7 лютого — Костянтин Петрович Феоктистов, радянський космонавт і конструктор космічної техніки.
- 11 лютого — Леслі Нільсен, канадський актор.
- 15 лютого — Мійоко Мацутані, відома японська письменниця.
- 16 лютого — Джон Шлезінгер, англійський кінорежисер.
- 20 лютого — Кен Олсен, американський інженер, засновник Digital Equipment Corporation, піонер комп'ютерної індустрії
- 21 лютого — Гейке Камерлінг-Оннес, нідерландський фізик і хімік, лауреат Нобелівської премії з фізики 1913 року.
- 2 березня — Мюррей Ротбард, американський економіст.
- 6 березня — Анджей Вайда, польський кінорежисер.
- 11 березня — Георгій Олександрович Юматов, російський кіноактор.
- 30 березня — Інґвар Кампрад, шведський підприємець та мільярдер, найбагатша людина Європи.
- 31 березня — Джон Фаулз, англійський письменник.
- 2 квітня — Джек Бребхем, австралійський автогонщик і конструктор.
- 3 квітня — Вірджил Айван Гріссом, американський астронавт.
- 9 квітня — Г'ю Гефнер, американський видавець, засновник журналу Playboy.
- 21 квітня — Єлизавета II, королева Великої Британії (1952–2022).
- 28 квітня — Гарпер Лі, американська письменниця.
- 29 квітня — Пол Берен, американський інженер, науковець і винахідник, один з прабатьків сучасного Інтернету
- 19 травня — Петер Цадек, німецький театральний режисер.
- 25 травня — Майлз Девіс, американський джазовий музикант.
- 1 червня — Мерилін Монро, кіноактриса.
- 18 червня — Елан Сендидж, американський астроном.
- 4 липня — Альфредо Ді Стефано, іспанський футболіст.
- 14 липня — Гаррі Дін Стентон, американський актор.
- 21 липня — Карел Рейш, англійський кінорежисер.
- 8 серпня — Василик Павло Якимович, єпископ Української греко-католицької церкви, (пом. 2004).
- 8 серпня — Сологуб Віталій Олексійович, радянський партійний діяч, український мовознавець.
- 12 серпня — Джон Дерек, американський актор, режисер.
- 13 серпня — Фідель Кастро Рус, комуністичний диктатор Куби (з 1959).
- 30 серпня — Ляхович Микола Васильович, український історик.
- 2 вересня — Євген Павлович Леонов, російський актор.
- 23 вересня — Джон Колтрейн, американський джазовий музикант.
- 9 жовтня — Євген Олександрович Євстігнєєв, російський театральний і кіноактор.
- 18 жовтня — Клаус Кінскі, німецький кіноактор.
- 18 жовтня — Чак Беррі, американський музикант, співак.
- 22 жовтня — Спартак Мішулін, російський театральний актор, кіноактор.
- 7 листопада — Джоан Сазерленд, австралійська оперна діва
- 7 грудня — Петро Сергійович Вельямінов, російський кіноактор.
- 11 грудня — Біг Мама Торнтон (справжнє ім'я Віллі Мей Торнтон), американська ритм-енд-блюзова і блюзова співачка (пом. 1984).
- 13 грудня — Ярослав Романович Дашкевич, український історик.

## Померли
Дивись також Категорія:Померли 1926
- 26 січня — Букура Думбрава, румунська романістка, пропагандистка культури, мандрівниця і теософ.
- 8 лютого — Бетсон Вільям, англійський біолог-антидарвініст, прихильник менделізму, один із творців генетики.
- 25 травня — у Парижі вбито Симона Петлюру.

## Нобелівська премія
- З фізики: Жан Батист Перрен — «За роботу з дискретної природи матерії й особливо за відкриття седиментаційної рівноваги»
- З хімії: Теодор Сведберг — «За роботи в області дисперсних систем»
- З медицини та фізіології: Йоганес Фібігер — «За відкриття карциноми, що викликається Spiroptera»
- З літератури: Грація Деледда
- Премія миру: Арістид Бріан та Густав Штреземан — «За роль в укладенні Локарнського пакту і дружньому діалозі Франції і Німеччини після багатьох літ недовіри»

## Вигадані події
- Події фільму Фантастичні звірі і де їх шукати.